# William Cowley
William Ambrosia Cowley oder William Ambrose Cowley war ein englischer Bukanier (Pirat) des 17. Jahrhunderts, der während seiner Weltumsegelung von 1683 bis 1686 die Galápagosinseln erforschte und 1684 die erste Karte veröffentlichte. Er benannte einige Inseln nach Mitgliedern des britischen Königshauses oder nach Berufskollegen wie John Narborough.
In seinem Tagebuch beschreibt er die Entdeckung einer Insel nördlich der Falklandinseln, was eine Reihe von Matrosen dazu brachte, nach diesem Land Ausschau zu halten. Cowley benannte die Insel nach seinem Freund Samuel Pepys. Es gilt als wahrscheinlich, dass es sich bei Pepys Island um eine fehlerhafte Berechnung der Position der Falklandinseln handelt.